# Moršansk
Moršansk (rusky Моршанск) je město v Tambovské oblasti Ruské federace. Při sčítání lidu v roce 2010 měl přes jednačtyřicet tisíc obyvatel.

## Poloha
Moršansk leží na řece Cně, přítoku Mokši v povodí Volhy. Od Tambova, správního střediska oblasti, je vzdálen přibližně 90 kilometrů na sever.

## Dějiny
Osídlení zde existuje nejméně od 16. století.
Městem se Moršansk stal v roce 1779 dekretem Kateřiny Veliké.

### Rodáci
- Jevgenij Alexandrovič Lansere (1848–1886), sochař
- Vsevolod Bobrov (1922–1979), hokejista
- Jelena Igorjevna Ljadovová (* 1980), herečka